# Nicea Open
Nicea Open - kobiecy turniej tenisowy V kategorii zaliczany do cyklu WTA. Rozegrany na kortach twardych we francuskiej Nicei w 1988 roku. 

## Mecze finałowe

### gra pojedyncza
| Rok  | Mistrzyni       | Finalistka       | Wynik    |
| 1988 | Sandra Cecchini | Nathalie Tauziat | 7:5, 6:4 |

### gra podwójna
| Rok  | Mistrzynie                        | Finalistki                          | Wynik         |
| 1988 | Catherine Suire Catherine Tanvier | Isabelle Demongeot Nathalie Tauziat | 6:4, 4:6, 6:2 |